# EURO 2012 Kvalifikation, Gruppe F
UEFA EURO 2012 Kvalifikation, Gruppe F er sjette gruppe ud af ni, i kvalifikationen til EURO 2012 i Polen/Ukraine.

## Stilling
| Forklaring                                                 |
| ---------------------------------------------------------- |
| Kvalificeret direkte til Europamesterskabet i fodbold 2012 |
| Kvalificeret til play-off                                  |

| Pos | Hold       | K  | V | U | T | +  | -  | D   | P  |
| --- | ---------- | -- | - | - | - | -- | -- | --- | -- |
| 1   | Grækenland | 10 | 7 | 3 | 0 | 14 | 5  | +9  | 24 |
| 2   | Kroatien   | 10 | 7 | 1 | 1 | 18 | 7  | +11 | 22 |
| 3   | Israel     | 10 | 5 | 1 | 4 | 13 | 11 | +2  | 16 |
| 4   | Letland    | 10 | 3 | 2 | 5 | 9  | 12 | -3  | 11 |
| 5   | Georgien   | 10 | 2 | 4 | 4 | 7  | 9  | -2  | 10 |
| 6   | Malta      | 10 | 0 | 1 | 9 | 4  | 21 | -17 | 1  |

## Kampprogram
| 2. september 2010 21:15 UTC+3 |

| Israel                       | 3–1     | Malta      |
| ---------------------------- | ------- | ---------- |
| Benayoun 7', 64' (str.), 75' | Rapport | Pace 38' · |

| Ramat Gan Stadion, Ramat Gan Tilskuere: 17.365 Dommer: Saïd Ennjimi (Frankrig) |

| 3. september 2010 21:00 UTC+3 |

| Letland | 0–3     | Kroatien                           |
| ------- | ------- | ---------------------------------- |
|         | Rapport | Petrić 43' · Olić 51' · Srna 82' · |

| Skonto Stadion, Riga Tilskuere: 7.600 Dommer: Björn Kuipers (Holland) |

| 3. september 2010 21:45 UTC+3 |

| Grækenland      | 1–1     | Georgien      |
| --------------- | ------- | ------------- |
| Spyropoulos 72' | Rapport | Iashvili 3' · |

| Karaiskakis Stadion, Piraeus Tilskuere: 14.794 Dommer: Carlos Clos Gómez (Spanien) |

| 7. september 2010 21:00 UTC+4 |

| Georgien | 0–0     | Israel |
| -------- | ------- | ------ |
|          | Rapport |        |

| Boris Paichadze Stadion, Tbilisi Tilskuere: 45.000 Dommer: Sascha Kever (Schweiz) |

| 7. september 2010 19:30 UTC+2 |

| Malta | 0–2     | Letland                         |
| ----- | ------- | ------------------------------- |
|       | Rapport | Gorkšs 43' · Verpakovskis 85' · |

| Ta'Qali Stadion, Ta'Qali Tilskuere: 6.255 Dommer: Tony Asumaa (Finland) |

| 7. september 2010 20:30 UTC+2 |

| Kroatien | 0–0     | Grækenland |
| -------- | ------- | ---------- |
|          | Rapport |            |

| Maksimir Stadion, Zagreb Tilskuere: 24.399 Dommer: Claus Bo Larsen (Danmark) |

| 8. oktober 2010 21:00 UTC+4 |

| Georgien      | 1–0     | Malta |
| ------------- | ------- | ----- |
| Siradze 90+1' | Rapport |       |

| Boris Paichadze Stadion, Tbilisi Tilskuere: 38.000 Dommer: Alan Black (Nordirland) |

| 8. oktober 2010 21:45 UTC+3 |

| Grækenland    | 1–0     | Letland |
| ------------- | ------- | ------- |
| Torosidis 58' | Rapport |         |

| Karaiskakis Stadion, Piraeus Tilskuere: 13.520 Dommer: Antonio Damato (Italien) |

| 9. oktober 2010 20:30 UTC+3 |

| Israel       | 1–2     | Kroatien                   |
| ------------ | ------- | -------------------------- |
| Shechter 81' | Rapport | Kranjčar 36' (str.), 41' · |

| Ramat Gan Stadion, Ramat Gan Tilskuere: 33.421 Dommer: Wolfgang Stark (Tyskland) |

| 12. oktober 2010 20:00 UTC+3 |

| Letland     | 1–1     | Georgien      |
| ----------- | ------- | ------------- |
| Cauņa 90+1' | Rapport | Siradze 74' · |

| Skonto Stadion, Riga Tilskuere: 4.330 Dommer: Manuel De Sousa (Portugal) |

| 12. oktober 2010 21:45 UTC+3 |

| Grækenland                              | 2–1     | Israel                  |
| --------------------------------------- | ------- | ----------------------- |
| Salpingidis 22' · Karagounis 63' (str.) | Rapport | Spyropoulos 59' (sm.) · |

| Karaiskakis Stadion, Piraeus Tilskuere: 16.935 Dommer: Martin Hansson (Sverige) |

| 17. november 2010 17:30 UTC+1 |

| Kroatien                        | 3–0     | Malta |
| ------------------------------- | ------- | ----- |
| Kranjčar 19', 42' · Kalinić 81' | Rapport |       |

| Stadion Maksimir, Zagreb Tilskuere: 9.000 Dommer: Duarte Gomes (Portugal) |

| 26. marts 2011 21:00 UTC+4 |

| Georgien        | 1–0     | Kroatien |
| --------------- | ------- | -------- |
| Kobiashvili 90' | Rapport |          |

| Boris Paichadze Stadion, Tbilisi Tilskuere: 54.500 Dommer: Paolo Tagliavento (Italien) |

| 26. marts 2011 21:00 UTC+2 |

| Israel                | 2–1     | Letland      |
| --------------------- | ------- | ------------ |
| Barda 16' · Kayal 81' | Rapport | Gorkšs 62' · |

| Bloomfield Stadion, Tel Aviv Tilskuere: 10.801 Dommer: Milorad Mažić (Serbien) |

| 26. marts 2011 20:30 UTC+1 |

| Malta | 0–1     | Grækenland        |
| ----- | ------- | ----------------- |
|       | Rapport | Torosidis 90+4' · |

| Ta'Qali Stadion, Ta'Qali Tilskuere: 10.605 Dommer: Michael Weiner (Tyskland) |

| 29. marts 2011 21:05 UTC+2 |

| Israel          | 1–0     | Georgien |
| --------------- | ------- | -------- |
| Ben Haim II 59' | Rapport |          |

| Bloomfield Stadion, Tel Aviv Tilskuere: 13.716 Dommer: Fredy Fautrel (Frankrig) |

| 3. juni 2011 20:00 UTC+2 |

| Kroatien                    | 2–1     | Georgien      |
| --------------------------- | ------- | ------------- |
| Mandžukić 76' · Kalinić 78' | Rapport | Kankava 17' · |

| Stadion Poljud, Split Tilskuere: 28.000 Dommer: Stefan Johannesson (Sverige) |

| 4. juni 2011 19:30 UTC+3 |

| Letland          | 1–2     | Israel                                 |
| ---------------- | ------- | -------------------------------------- |
| Cauņa 62' (str.) | Rapport | Benayoun 19' · Ben Haim I 43' (str.) · |

| Skonto Stadion, Riga Tilskuere: 6.147 Dommer: Alan Kelly (Irland) |

| 4. juni 2011 21:30 UTC+3 |

| Grækenland                                | 3–1     | Malta        |
| ----------------------------------------- | ------- | ------------ |
| Fetfatzidis 8', 64' · K. Papadopoulos 26' | Rapport | Mifsud 54' · |

| Karaiskakis Stadion, Piraeus Tilskuere: 14.746 Dommer: Pawel Gil (Polen) |

| 2. september 2011 16:05 UTC+3 |

| Israel | 0–1     | Grækenland  |
| ------ | ------- | ----------- |
|        | Rapport | Ninis 60' · |

| Bloomfield Stadion, Tel Aviv Tilskuere: 13.100 Dommer: Craig Thomson (Skotland) |

| 2. september 2011 21:00 UTC+4 |

| Georgien | 0–1     | Letland     |
| -------- | ------- | ----------- |
|          | Rapport | Cauņa 63' · |

| Mikheil Meskhi Stadion, Tbilisi Tilskuere: 15.422 Dommer: Leontios Trattou (Cypern) |

| 2. september 2011 19:00 UTC+2 |

| Malta      | 1–3     | Kroatien                                  |
| ---------- | ------- | ----------------------------------------- |
| Mifsud 38' | Rapport | Vukojević 11' · Badelj 32' · Lovren 68' · |

| Ta'Qali Stadion, Ta'Qali Tilskuere: 6.150 Dommer: Tony Chapron (Frankrig) |

| 6. september 2011 20:00 UTC+2 |

| Kroatien                      | 3–1     | Israel      |
| ----------------------------- | ------- | ----------- |
| Modrić 47' · Eduardo 55', 57' | Rapport | Hemed 44' · |

| Stadion Maksimir, Zagreb Tilskuere: 13.688 Dommer: Carlos Velasco Carballo (Spanien) |

| 6. september 2011 20:30 UTC+2 |

| Malta      | 1–1     | Georgien      |
| ---------- | ------- | ------------- |
| Mifsud 25' | Rapport | Kankava 15' · |

| Ta'Qali Stadion, Ta'Qali Tilskuere: 5.000 Dommer: Pol van Boekel (Holland) |

| 6. september 2011 21:30 UTC+3 |

| Letland   | 1–1     | Grækenland            |
| --------- | ------- | --------------------- |
| Cauņa 19' | Rapport | K. Papadopoulos 84' · |

| Skonto Stadion, Riga Tilskuere: 5.415 Dommer: Stanislav Todorov (Bulgariens fodboldforbund) |

| 7. oktober 2011 20:00 UTC+3 |

| Letland                     | 2–0     | Malta |
| --------------------------- | ------- | ----- |
| Višņakovs 33' · Rudņevs 83' | Rapport |       |

| Skonto Stadion, Riga Tilskuere: 4.315 Dommer: Richard Trutz (Slovakiet) |

| 7. oktober 2011 21:45 UTC+3 |

| Grækenland              | 2–0     | Kroatien |
| ----------------------- | ------- | -------- |
| Samaras 71' · Gekas 79' | Rapport |          |

| Karaiskakis Stadion, Piraeus Tilskuere: 27.200 Dommer: Howard Webb (England) |

| 11. oktober 2011 21:00 UTC+4 |

| Georgien       | 1–2     | Grækenland                     |
| -------------- | ------- | ------------------------------ |
| Targamadze 19' | Rapport | Fotakis 79' · Charisteas 85' · |

| Mikheil Meskhi Stadion, Tbilisi Tilskuere: 7.824 Dommer: Daniele Orsato (Italien) |

| 11. oktober 2011 19:00 UTC+2 |

| Malta | 0–2     | Israel                         |
| ----- | ------- | ------------------------------ |
|       | Rapport | Refaelov 11' · Gershon 90+3' · |

| Ta'Qali Stadion, Ta'Qali Tilskuere: 2.614 Dommer: Bruno Paixão (Portugal) |

| 11. oktober 2011 19:00 UTC+2 |

| Kroatien                    | 2–0     | Letland |
| --------------------------- | ------- | ------- |
| Eduardo 66' · Mandžukić 72' | Rapport |         |

| Stadion Kantrida, Rijeka Tilskuere: 8.370 Dommer: Antony Gautier (Frankrig) |

## Målscorere
4 mål
| - Niko Kranjčar | - Yossi Benayoun | - Aleksandrs Cauņa |

3 mål
| - Eduardo da Silva | - Michael Mifsud |  |

2 mål
| - Nikola Kalinić - Mario Mandžukić - Jaba Kankava | - David Siradze - Ioannis Fetfatzidis - Kyriakos Papadopoulos | - Vasilis Torosidis - Kaspars Gorkšs |

1 mål
| - Milan Badelj - Dejan Lovren - Luka Modrić - Ivica Olić - Mladen Petrić - Darijo Srna - Ognjen Vukojević - Alexander Iashvili - Levan Kobiashvili - David Targamadze | - Angelos Charisteas - Georgios Fotakis - Theofanis Gekas - Georgios Karagounis - Sotiris Ninis - Dimitris Salpingidis - Georgios Samaras - Nikos Spyropoulos - Elyaniv Barda - Tal Ben Haim I | - Tal Ben Haim II - Tomer Hemed - Rami Gershon - Itay Shechter - Biram Kayal - Lior Refaelov - Artjoms Rudņevs - Māris Verpakovskis - Aleksejs Višņakovs - Jamie Pace |

1 selvmål
- Nikos Spyropoulos (imod Israel)

## Tilskuere
| Hold       | Højest | Lavest | Total   | Gennemsnit |
| ---------- | ------ | ------ | ------- | ---------- |
| Kroatien   | 28.000 | 8.370  | 83.457  | 16.691     |
| Georgien   | 54.500 | 7.824  | 160.746 | 32.149     |
| Grækenland | 27.200 | 13.520 | 87.195  | 17.439     |
| Israel     | 33.421 | 10.801 | 88.403  | 17.681     |
| Letland    | 7.600  | 4.315  | 27.807  | 5.561      |
| Malta      | 10.605 | 2.614  | 30.624  | 6125       |